# Mikael Jantunen
Mikael Olli Axel Jantunen (Helsinki, 20 april 2000) is een Fins basketballer.

## Carrière
Jantunen speelde in de jeugd van HBA Märsky waarmee hij vanaf 16-jarige leeftijd ook uitkwam in de Finse tweede klasse. In 2019 ging hij collegebasketbal spelen voor de Utah Utes waar hij twee seizoenen speelde maar vertrok om prof te worden. In 2021 tekende hij bij de Belgische landskampioen BC Oostende waarmee hij landskampioen werd en verkozen tot BNXT League Sixth Man of the Year. In 2022 tekende hij een contract bij de Italiaanse eersteklasser Universo Treviso Basket waar hij een seizoen speelde.
In de zomer van 2023 maakte hij de overstap naar het Franse Paris Basketball. Ook in het seizoen 2024/25 bleef hij spelen voor de Franse club.

### Nationale ploeg
Jantunen speelt sinds 2018 voor de Finse nationale ploeg waarmee hij in 2022 deelnam aan het Europees kampioenschap.

## Erelijst
- Belgisch landskampioen: 2022
- BNXT League Sixth Man of the Year: 2022